# هایرینی
هایرینی (به لاتین: Hairini) یک منطقهٔ مسکونی در نیوزیلند است که در Tauranga City واقع شده‌است.